# Таврический легкоконный полк
Таврический легкоконный полк — кавалерийский полк Русской императорской армии. Был расквартирован в только что присоединённой Таврической области.  Участвовал в Русско-турецкой войне (1787—1791).

## История
24 декабря 1776 года из поселенных в Екатеринославской провинции (до 1764 Славяно-сербское поселение) Новороссийской губернии казаков, сербов, волохов сформировано 12 новых легкоконных полков так называемой «Украинской конницы». Среди них Славянский гусарский поселенный полк. При формировании полку была пожалована форма: дуламы и штаны зеленые, с шнурками желтыми, кивер черный.
Ранней весной 1783 года в поселения Славянского гусарского полка прибыла группа офицеров во главе с бригадиром бароном А. О. Шиц, принявшим командование. Походным порядком он был переброшен в не присоединённый Крым и расквартирован в Феодосии и Старом Крыму. Расположились чины полка в этих полуразрушенных  после войны 1768-1774 городах, строили себе казармы, конюшни. На службу  вербовались «бродячие люди» из греков, славян, армян и волохов, пригодные по здоровью и ростом не менее 170 см.
28 июня 1783 года сформирован для Екатеринославской конницы из Славянского поселённого гусарского полка Таврический легкоконный полк. Полк расквартировали в бывших ханских конюшнях близ нынешнего села Изюмовка.
По штатному расписанию легкоконный полк имел 6 эскадронов: 35 офицеров, 72 унтер-офицера, 828 рядовых, 12 трубачей и 2 литаврщика, 31 нестроевого, 33 мастеровых, 30 извозчиков. Всего в эскадроне 159 человек и 151 строевая лошадь, в полку —1105 человек, 907 строевых лошадей. В течение нескольких месяцев барону Шицу и его офицерам: майорам Годлевскому, Щербачеву, Дануле и др., удалось создать полноценный полк русской лёгкой кавалерии.
Франсиско Миранда, бывший в Крыму в свите Г. А. Потёмкина в январе 1787 года во время подготовки к Таврическому вояжу Екатерины II, писал: "Там [в Старом Крыму] ... размещается полк легкой кавалерии, именуемый Таврическим. Командует им один немец, г-н Шютц, чья жена отличилась тем, что, переодетая в мужское платье, сопровождала его в походе и была дважды ранена. Ее внешность несколько мужеподобна.".
В 1787 году, во время путешествия Екатерины II по Югу России барон Шиц представил ЕИВ сформированный полк. Запись в «Журнале Высочайшему Ея Императорского Величества путешествию…»: «Мая 27, благоугодно было Ея И.В. и Графу Фалкенштейну, выехав из Карасубазара по полудни в 2 часа, продолжать путь через Меллек 17, речку Андал 13, в Старый-Крым 18 верст, куда прибыть изволили в 7 часу вечера. При Андале стоявший в строю легкоконный Константиноградский полк и при въездах в Старый Крым легкоконный Таврический полк отдавали честь  с преклонением штандартов, били  в литавры и играли на трубах; когда же настала ночь, то сад прилегающий к дому для Высочайшего пребывания изготовленному и вся окружность были иллюминированы. Мая 28, Всемилостивейшая Государыня и Граф Фалкенштейн изволили ездить в город Феодосию... ...В сей день  Ея В., возложен орден св. Владимира 3-й степени на бригадира Шица легкоконным Таврическим полком командующего, в воздаяние отличной и ревностной его службы».
В 1788 году отличился в сражении при Очакове. Командир 2-го эскадрона полковник С. Ф. Годлевский был награждён орденом св. Георгия IV класса «За отличные подвиги, оказанные в поражении турецких морских сил в 1788 году на лимане при Очакове».
29 Августа 1790 года из Таврического и Константиноградского легкоконного полка сформирован был Павлогорадский Конно-Егерский полк. Утвержден штат Конно-Егерских полков, по коему им положено быть в десяти эскадронах или пяти дивизионах: В конно-егерском полку: 60 офицеров, 130 унтер-офицеров, 1480 рядовых, 20 трубачей, 2 литаврщика, 43 нестроевых, 47 мастеровых, 56 извозчиков, всего в эскадроне 179 человек, 150 строевых лошадей, в полку—1838 человек, 1565 строевых лошадей.
Уже 25 Сентября 1790 — Павлоградский Конно-Егерский полк назван  Таврический конно-егерский полк. 

## Командиры
- 28.06.1783-29.08.1790 — бригадир барон Шиц, Антон Осипович

## Известные люди, служившие в полку
- Юрковский, Анастасий Антонович, генерал-майор